# حزقيال كاسيريس
حزقيال كاسيريس (بالإسبانية: Juan Cáceres)‏ هو لاعب كرة قدم بيروفي، ولد في 27 ديسمبر 1949 في Chancay District, Huaral ‏ في بيرو. شارك مع منتخب بيرو لكرة القدم. أما مع النوادي، فقد لعب مع أليانزا ليما والجامعي دي بيرو ونادي ميلغار أريكيبا.

## وصلات خارجية
- حزقيال كاسيريس على موقع الاتحاد الدولي (مؤرشف)  (الإنجليزية)
- حزقيال كاسيريس على موقع قاعدة بيانات كرة القدم.إي يو (الإنجليزية)
- حزقيال كاسيريس على موقع ناشيونال فوتبول تيمز (الإنجليزية)
- حزقيال كاسيريس على موقع عالم كرة القدم.نت (الإنجليزية)